# Valle de Manzanedo
Valle de Manzanedo – gmina w Hiszpanii, w prowincji Burgos, w Kastylii i León, o powierzchni 70,44 km². W 2011 roku gmina liczyła 152 mieszkańców.